# 高瀨愛奈
高瀨愛奈（日语：／ Takase Mana，1998年9月20日—）是日本前偶像藝人，為女性偶像團體日向坂46前成員，大阪府出身，前所屬經紀公司為Seed & Flower。2016年以平假名櫸坂46一期生身分出道。2025年5月1日自日向坂46畢業。

## 早期生活
小學時，每天的行程都被鋼琴、珠算、游泳、網球等才藝課填滿，並於小學三年級時，多次參加當地的音樂劇演出，曾在《綠野仙蹤》中飾演了好女巫的角色。小學四年級時全家搬到英國，並開始學習小提琴。直到升上中學並返回日本為止，她都持續彈奏鋼琴。在英國的學校中，定期會有音樂劇表演，她曾在《伊索寓言》中飾演螞蟻。
上了中學後，她加入了管樂社，負責吹奏長笛

## 經歷
高瀨喜歡乃木坂46，也知道櫸坂46的徵選，但當時沒能踏出那一步，所以沒有報名。之後得知平假名櫸坂46的徵選活動，因為原本就喜歡音樂劇，也一直想唱歌跳舞，加上朋友的鼓勵，便決定參加。
2016年5月8日，通過平假名櫸坂46一期生徵選，並在13日SHOWROOM直播中首次披露。
2021年3月15日，日向坂46的冠名節目《在日向坂見面吧》開始啟動了一個以高瀨愛奈命名的單元企劃「談話要適可而止！高瀨愛奈的『你這就太誇張啦！』」（トークの盛りすぎ注意！ 高瀬愛奈のそれは盛ってるで！）。這個企劃的契機是她曾在節目中指出其他成員的談話「你這就太誇張啦！」（それ盛ってるで！），此後該企劃不定期地持續推出。
2022年7月3日，接替即將畢業的渡邊美穗，成為東京電視台的節目《CHOTeN ～本週，你預測誰？～》的常規嘉賓。
2023年7月26日發行的日向坂46第10張單曲《Am I ready?》的收錄曲《充滿骨架的暑假》（骨組みだらけの夏休み）中首次擔任Center。
2024年6月28日，公布已取得國家無人機駕駛資格。最初開始這項運動，是想在新冠疫情而活動受限的期間將其變成一項特殊技能。9月22日，以自己購買的無人機「DJI Air 3」在海灘拍攝的影片於「日向坂Channel」上公開。
2025年1月6日，在日向坂46官網的個人部落格中宣布將於第13張單曲《只有畢業照才知道》的活動結束後畢業。3月31日，於日向坂46冠名節目《在日向坂見面吧》中舉辦高瀨的畢業環節，節目最後由主持人奧黛麗給與畢業證書，也是最後一次出演該節目。5月1日，於幕張Event Hall舉行的「13th Single 平假名日向坂46 LIVE」第二日公演中舉辦畢業典禮。5月25日，參加於幕張展覽館舉辦的日向坂46第13張單曲《只有畢業照才知道》的實體見面會，此為她以日向坂46成員身分參加的最後一場活動。5月30日，於日向坂46官網上發布最後一篇部落格。5月31日，高瀨位於日向坂46官方網站內的個人部落格正式關閉。

## 人物
- 自我介紹詞（Catch Phrase）是「平假名櫸坂的國際化少女」（ひらがなけやきのグローバル少女）[32]。
- 因為小學四年級到國中一年級住在英國，擅長說英語[33]，也會一點德語與法語[34][35][36]。於中学1年級時取得實用英語技能檢定準1級[36]。
- 於2023年年底取得普通汽車第一類駕駛執照[37]。

## 演唱歌曲
- 標註「★」符號者，表示該首歌曲有拍攝MV。

### 單曲
日向坂46
|      | 發行日期       | 單曲名稱              | 參與歌曲名稱              | 名義           | 收錄於 | MV | 備註   |
| ---- | -------------- | --------------------- | ------------------------- | -------------- | ------ | -- | ------ |
| 1st  | 2019年03月27日 | 心動了                | 心動了                    |                | 全版本 | ★  | A面曲  |
| 1st  | 2019年03月27日 | 心動了                | JOYFUL LOVE               |                | 全版本 | ★  |        |
| 1st  | 2019年03月27日 | 心動了                | 滑到耳邊的淚水            | （1期生）      | Type-A |    |        |
| 1st  | 2019年03月27日 | 心動了                | 悸動草                    |                | Type-C | ★  |        |
| 2nd  | 2019年07月17日 | Do Re Mi Sol La Si Do | Do Re Mi Sol La Si Do     |                | 全版本 | ★  | A面曲  |
| 2nd  | 2019年07月17日 | Do Re Mi Sol La Si Do | 狐狸                      |                | 全版本 | ★  |        |
| 2nd  | 2019年07月17日 | Do Re Mi Sol La Si Do | My god                    | （1期生）      | Type-A |    |        |
| 3rd  | 2019年10月02日 | 如此喜歡你可以嗎？    | 如此喜歡你可以嗎？        |                | 全版本 | ★  | A面曲  |
| 3rd  | 2019年10月02日 | 如此喜歡你可以嗎？    | 真正的時間                |                | 全版本 | ★  |        |
| 3rd  | 2019年10月02日 | 如此喜歡你可以嗎？    | 川流不止息                |                | 通常盤 |    |        |
| 4th  | 2020年02月19日 | 才沒這回事呢          | 才沒這回事呢              |                | 全版本 | ★  | A面曲  |
| 4th  | 2020年02月19日 | 才沒這回事呢          | 青春之馬                  |                | 全版本 | ★  |        |
| 4th  | 2020年02月19日 | 才沒這回事呢          | 喜歡的意思是…             | （1期生）      | Type-A |    |        |
| 5th  | 2021年05月26日 | 只有你最強            | 只有你最強                |                | 全版本 | ★  | A面曲  |
| 5th  | 2021年05月26日 | 只有你最強            | 聲音的足跡                |                | 全版本 | ★  |        |
| 5th  | 2021年05月26日 | 只有你最強            | 怎麼辦？怎麼辦？怎麼辦？  | （1期生）      | Type-C | ★  |        |
| 5th  | 2021年05月26日 | 只有你最強            | 巨大的夢想壓垮了我        |                | 通常盤 |    |        |
| 6th  | 2021年10月27日 | 話說                  | 話說                      |                | 全版本 | ★  | A面曲  |
| 6th  | 2021年10月27日 | 話說                  | 無論多少次無論多少次      |                | 全版本 | ★  |        |
| 6th  | 2021年10月27日 | 話說                  | 意想不到的雙虹            |                | Type-A |    |        |
| 6th  | 2021年10月27日 | 話說                  | 傷停補時                  |                | 通常盤 |    |        |
| 7th  | 2022年06月01日 | 我這種人              | 我這種人                  |                | 全版本 | ★  | A面曲  |
| 7th  | 2022年06月01日 | 我這種人              | 飛機雲的形成理由          |                | 全版本 | ★  |        |
| 7th  | 2022年06月01日 | 我這種人              | 深夜的懺悔大會            | （1期生）      | Type-C | ★  |        |
| 7th  | 2022年06月01日 | 我這種人              | 不知不覺被愛著            |                | 通常盤 |    |        |
| 8th  | 2022年10月26日 | 星月共舞的Midnight    | 星月共舞的Midnight        |                | 全版本 | ★  | A面曲  |
| 8th  | 2022年10月26日 | 星月共舞的Midnight    | HEY！OHISAMA！            |                | 全版本 |    |        |
| 8th  | 2022年10月26日 | 星月共舞的Midnight    | 一生一次的夏天            |                | 通常盤 |    |        |
| 9th  | 2023年04月19日 | One choice            | One choice                |                | 全版本 | ★  | A面曲  |
| 9th  | 2023年04月19日 | One choice            | 戀愛逃之夭夭              |                | 全版本 | ★  |        |
| 9th  | 2023年04月19日 | One choice            | 愛唯我擁有                | （1期生）      | Type-A |    |        |
| 9th  | 2023年04月19日 | One choice            | 朋友啊 是夜空中第一顆星星 |                | 通常盤 | ★  |        |
| 10th | 2023年07月26日 | Am I ready?           | Am I ready?               |                | 全版本 | ★  | A面曲  |
| 10th | 2023年07月26日 | Am I ready?           | 接觸與感情                |                | Type-A |    |        |
| 10th | 2023年07月26日 | Am I ready?           | 充滿骨架的暑假            | （1期生）      | Type-B |    | Center |
| 10th | 2023年07月26日 | Am I ready?           | 玻璃窗髒了                |                | 通常盤 | ★  |        |
| 11th | 2024年05月08日 | 你是蜜瓜              | 手持不會生鏽的劍！        | 平假名日向坂46 | 全版本 | ★  |        |
| 11th | 2024年05月08日 | 你是蜜瓜              | 緊隨我後                  |                | 通常盤 | ★  |        |
| 12th | 2024年09月18日 | 絕對第六感            | 不記得你                  | 平假名日向坂46 | 全版本 | ★  |        |
| 12th | 2024年09月18日 | 絕對第六感            | 下雪了 在心的世界中       | 平假名日向坂46 | Type-D |    |        |
| 13th | 2025年01月29日 | 只有畢業照才知道      | SUZUKA                    | 平假名日向坂46 | 全版本 | ★  |        |
| 13th | 2025年01月29日 | 只有畢業照才知道      | 纏上那女孩                | 平假名日向坂46 | Type-C |    |        |
| 13th | 2025年01月29日 | 只有畢業照才知道      | Instead of you            | （1期生）      | Type-D |    | Center |

平假名櫸坂46
| 發行日期       | 歌名                 | 名義                | 收錄於                       | MV | 備註 |
| -------------- | -------------------- | ------------------- | ---------------------------- | -- | ---- |
| 2016年08月10日 | 平假名櫸             | 平假名櫸坂46        | 櫸坂46《世界上只有愛》通常盤 |    |      |
| 2016年11月30日 | 跳得比誰都還高！     | 平假名櫸坂46        | 櫸坂46《兩人季節》Type-B     | ★  |      |
| 2017年04月05日 | W-KEYAKIZAKA之詩     | 櫸&平假名櫸坂組     | 櫸坂46《不協和音》全版本     | ★  |      |
| 2017年04月05日 | 穩定交往中           | 平假名櫸坂46        | 櫸坂46《不協和音》Type-D     | ★  |      |
| 2017年10月25日 | 依然要前進           | 平假名櫸坂46第1期生 | 櫸坂46《就算風吹》全版本     | ★  |      |
| 2017年10月25日 | NO WAR in the future | 平假名櫸坂46        | 櫸坂46《就算風吹》Type-B     |    |      |
| 2018年03月07日 | 看著當下             | 平假名櫸坂46第1期生 | 櫸坂46《打破玻璃！》Type-B   | ★  |      |
| 2018年08月15日 | 快樂氛圍             | 平假名櫸坂46        | 櫸坂46《矛盾心理》Type-B     | ★  |      |
| 2019年02月27日 | 想對你說的話         | 平假名櫸坂46        | 櫸坂46《黑羊》全版本         | ★  |      |
| 2019年02月27日 | 擁抱你               | 平假名櫸坂46        | 櫸坂46《黑羊》Type-B         |    |      |

### 專輯
日向坂46
|     | 發行日期       | 專輯名稱   | 參與歌曲名稱              | 名義      | 收錄於 | 備註 |
| --- | -------------- | ---------- | ------------------------- | --------- | ------ | ---- |
| 1st | 2020年09月23日 | HINATAZAKA | 心機小可愛                |           | 全版本 | ★    |
| 1st | 2020年09月23日 | HINATAZAKA | 跳得比誰都還高！2020      |           | Type-A |      |
| 1st | 2020年09月23日 | HINATAZAKA | 日向坂                    |           | Type-A |      |
| 1st | 2020年09月23日 | HINATAZAKA | NO WAR in the future 2020 |           | Type-B |      |
| 1st | 2020年09月23日 | HINATAZAKA | 不顧一切地                |           | Type-B |      |
| 1st | 2020年09月23日 | HINATAZAKA | My fans                   |           | Type-B |      |
| 1st | 2020年09月23日 | HINATAZAKA | 約定之卵 2020             |           | 通常盤 |      |
| 2nd | 2023年11月08日 | 脈動的感情 | 你從零變為一吧            |           | 全版本 | ★    |
| 2nd | 2023年11月08日 | 脈動的感情 | 最初的白晝                | （1期生） | Type-A |      |

平假名櫸坂46
|     | 發行日期       | 專輯名稱   | 參與歌曲名稱             | 名義      | 收錄於 | 備註 |
| --- | -------------- | ---------- | ------------------------ | --------- | ------ | ---- |
| 1st | 2018年06月20日 | 起跑的瞬間 | 沒有期待的自己           |           | 全版本 | ★    |
| 1st | 2018年06月20日 | 起跑的瞬間 | 不准敲門！               |           | Type-A |      |
| 1st | 2018年06月20日 | 起跑的瞬間 | 約定之卵                 |           | Type-A |      |
| 1st | 2018年06月20日 | 起跑的瞬間 | 夏色的穆勒鞋             |           | Type-B |      |
| 1st | 2018年06月20日 | 起跑的瞬間 | 來到夏天的邊界線         | （1期生） | Type-B |      |
| 1st | 2018年06月20日 | 起跑的瞬間 | 像車輪摩擦般哭泣的你     |           | Type-B |      |
| 1st | 2018年06月20日 | 起跑的瞬間 | 到底是誰強迫這樣的排隊？ | （1期生） | 通常盤 |      |
| 1st | 2018年06月20日 | 起跑的瞬間 | 平假名的戀愛             |           | 通常盤 |      |

櫸坂46
|     | 發行日期       | 專輯名稱 | 參與歌曲名稱         | 名義            | 收錄於 | 備註 |
| --- | -------------- | -------- | -------------------- | --------------- | ------ | ---- |
| 1st | 2017年07月19日 | 抹黑純真 | 太陽不會選擇抬頭的人 | 櫸&平假名櫸坂組 | Type-A |      |
| 1st | 2017年07月19日 | 抹黑純真 | 永遠的白線           | 平假名櫸坂46    | Type-B |      |

## 演出

### 電視劇
- Re:Mind（2017年10月20日－12月29日，東京電視台）：飾演 高瀨愛奈[38]
- DASADA系列（日本電視台）：飾演 希良梨（キラリ） 
  - DASADA（2020年1月16日－3月19日）[39]
  - DASADA ～迎向未來的倒數計時～（2020年7月2日－9月10日）[40]

### 綜藝節目
- CHOTeN ～本週，你預測誰？～（2022年7月9日－9月24日，東京電視台）- 常規來賓[41][42]

### 廣播
- 日向坂46・高瀬愛奈 卒業記念！『まなふぃのふぃ～するラジオ』（2025年4月29日，文化放送）- 主持人[43]

## 外部連結
- 高瀨愛奈的Instagram帳戶（日語）

日向坂46時期
- 日向坂46個人介紹頁（日語）
- 高瀨愛奈 官方部落格 - 日向坂46官方網站（2016年8月2日－2025年5月31日）（日語）
- 高瀨 愛奈（日向坂46）的SHOWROOM專頁（日語）